# Dafne
För andra betydelser, se Daphne (olika betydelser).

”Apollo och Dafne” (målning av Giovanni Battista Tiepolo)

Dafne eller Daphne var i grekisk mytologi en nymf, dotter till Ladon, som uppvaktades av Apollon.
Apollo blev förälskad i Dafne efter att Eros skjutit honom med en av sina kärleksbringande pilar, som hämnd för att Apollo hånat hans skicklighet i bågskytte. Dafne var en vacker men mycket blyg nymf som skrämdes av Apollos närmanden. Hon flydde av rädsla och ropade till gudarna om beskydd. Flodguden besvarade hennes böner genom att förvandla henne till ett lagerträd (som fortfarande heter dafne på grekiska).